# Szagma albo zaginione światy
Szagma albo zaginione światy (fr. Les Mondes Engloutis) – animowany telewizyjny serial francuski emitowany w latach 1985–1987. 
Akcja serialu dzieje się w głębinach Ziemi, gdzie swoje królestwo miała rasa Arkadian żyjąca tam od czasu wielkiego kataklizmu. Gdy ich słońce Szagma zaczyna przygasać, Arkadianie wysyłają po pomoc swoją wysłanniczkę o imieniu Arkana ze stworzeniami o imionach Bic i Bac na statku Szag-Szag. Tam spotykają Boba i Rebeccę, których przed piratami ratuje Spartakus. Ta szóstka ma za zadanie uratować Arkadian i ich świat.
- Tytuł oryginalny: Les Mondes engloutis
- Produkcja: France Animation, RMC audiovisuel, Monte Carlo Productions, Télé-Hachette (1 seria), Antenne 2, France Média International (2 seria), Compagnie Général du jouet (1 seria), Ministerstwo Kultury
- Lata produkcji: 1985–1986
- Liczba odcinków: 52 (2 serie)
- Autor: Nina Wolmark
- Reżyseria: Michel Gauthier
- Scenariusz: Nina Wolmark
- Kreacja postaci: Paul Brizzi, Gaetan Brizzi, Patrick Claeys, Didier David, Dominique Duprez, Christian Lignan
- Scenografia: Marisa Musy
- Muzyka: Vladimir Cosma

W Polsce serial emitowany był w 1988 w TP 1 w ramach programu dla dzieci Drops.

## Spis odcinków
- 1. Arkadia

Po wielkim kataklizmie, Arkadianie żyli w środku Ziemi i zapomnieli o całej swej przeszłości. Do dnia, gdy ich słońce, Szagma, zaczęło źle działać. Tego dnia dzieci Arkadii ośmieliły się wejść do zakazanego muzeum; znalazły tam ślady przeszłości, ale nie było planu Szagmy. Stworzyły więc i wysłały ku powierzchni Ziemi posłankę, Arkanę.
Bob i Rebecca, rodzeństwo, w czasie zwiedzania jaskiń spotykają Arkanę w jej statku, Szag-Szagu. Wkrótce Arkana i Szag-Szag zostają pojmani przez piratów. Nieznany wędrowiec, Spartakus, uwalnia ich. Tak zaczyna się opowieść o poszukiwaniu drogi do Arkadii.
- 2. Żywy kryształ

Szag-Szag wraz z pasażerami dociera do strefy wewnątrz Kryształu, której mieszkańcy nie wierzą w istnienie przestrzeni poza Kryształem. Jedyny, który wierzy to Galileusz. Gdy Szag-Szag ląduje w tej strefie Galileusz nie posiada się z radości: jego teoria została wszak udowodniona. Innego zdania są rządzący strefą inkwizytorzy, którzy doprowadzają do aresztowania Galileusza i pasażerów Szag-Szaga. Aby ratować ich życie, Galileusz wyrzeka się swych poglądów i pomaga załodze Szag-Szaga uciec ze strefy, sam ucieka wraz z nimi. Ostatecznie, gdy z pokładu Szag-Szaga widzi przestrzeń poza Kryształem decyduje się wrócić i opowiedzieć mieszkańcom strefy co widział.
- 3. Macki demona

Po ucieczce z Kryształu, Szag-Szag zostaje wciągnięty przez wodospad czasu, po czym znajduje się w lagunie zamieszkanej przez ludzi pierwotnych. Ludzie ci składają ofiary Demonowi, którego macki schodzą z nieba do morza. Macki okazują się być rurami odpływowymi ze stacji prowadzonej przez ludzi przeszłości. Spartakus i reszta przedostają się do stacji i przekonują prowadzących do większej troski o ludzi, na których terytorium lądują "macki".
- 4. Thot

Piękna i Bestia w Strefach: Arkanę i Rebeccę napada dziwny potwór, połączenie koparki i ośmiornicy, ratuje je inny potwór: Thot i zabiera ze sobą Arkanę do ruin miasta wyglądającego na dwudziestowieczne. Spartakus i reszta szukając Arkany dostają się do tego co zostało po metrze.
- 5. Klub piratów

Masmedia potrzebuje wakacji, załoga Szag-Szaga potrzebuje statku piratów. Bob i Rebecca przebierają się za loda, gdy Spartakus i Arkana porywają statek.
- 6. Prawo Mogoków

Siedmiu wspaniałych: Spartakus, Arkana, Bob, Rebecca, Bic, Bac i Szag-Szag. Ratują wieśniaków przed tajemniczymi Mogokami: ludźmi, którzy dosiadają potworów podobnych do nosorożca. Mogokowie nawet śpią na swoich wierzchowcach. Muszą, bo wierzchowce ich nienawidzą do tego stopnia, że jak tylko Mogok spadnie, od razu go zabijają. Plus: zakochany Bob.
- 7. Baśnie tysiąca i jednej godziny

Tu rządzą kobiety. Spartakus, Matemat i Seskapil zostają schwytani przez karawanę Amazonek i zaprzęgnięci w kierat, gdy Arkana łączy siły z Masmedią by ich uwolnić. 
- 8. Demostenes, mówi D.D.

Wybory u piratów blisko, Maskagaz chce się nauczyć przemawiać, by wygrać je z Ringnarem. Porywa więc Demostenesa aby ten go nauczył przemawiania do tłumów, jednak Arkana też by chciała porozmawiać z Demostenesem.